# Immunizacja

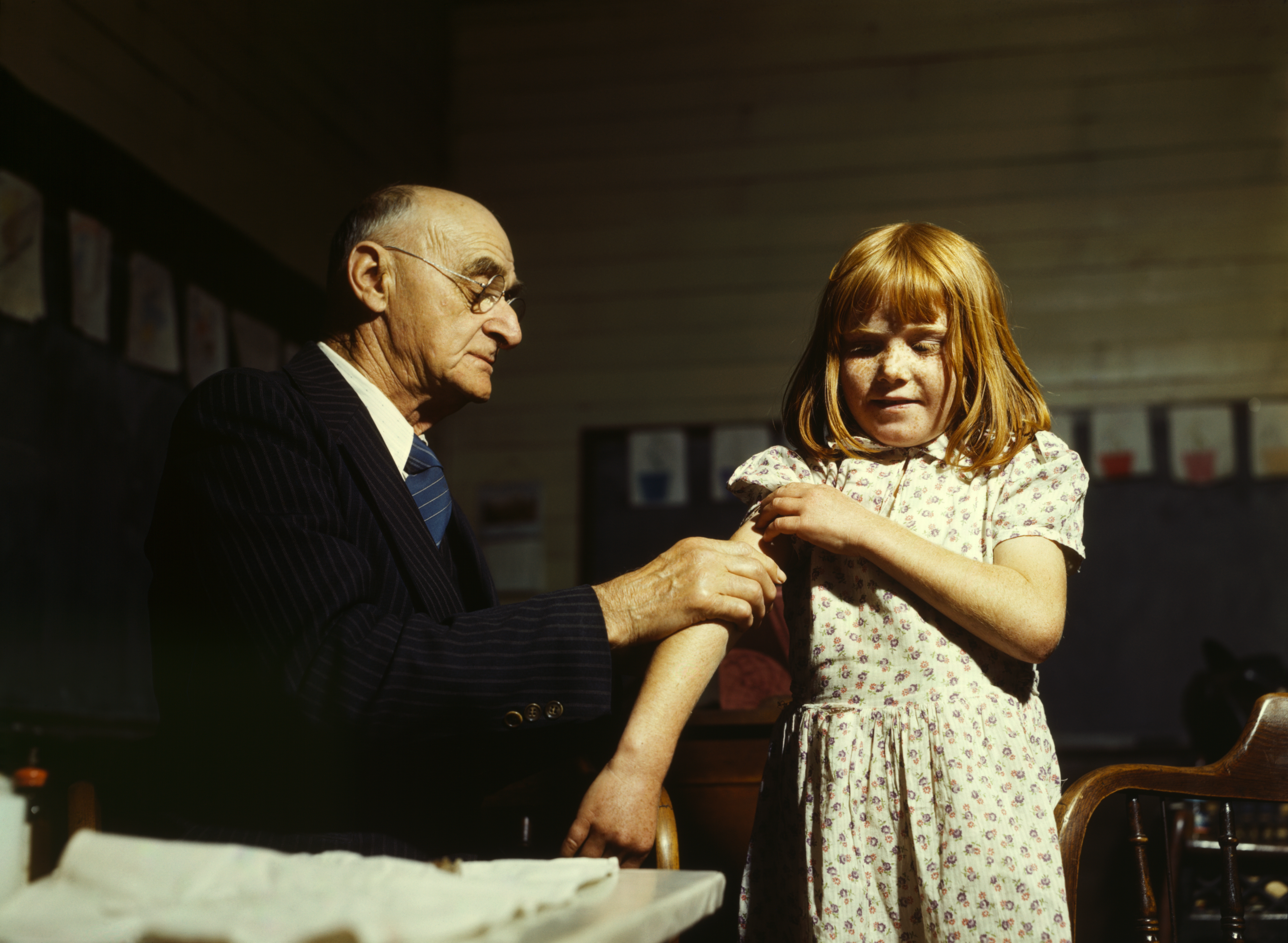
Dr Schreiber z San Augustine w Teksasie podaje szczepionkę przeciw durowi brzusznemu w wiejskiej szkole (1943 r.)

Immunizacja, uodpornienie – pobudzanie mechanizmów odpornościowych organizmu do wywołania odpowiedzi immunologicznej, w wyniku działania danego antygenu, prowadząc do powstania odporności immunologicznej na ten antygen. Istnieją dwa typu immunizacji:
- bierna – uzyskiwana poprzez podanie surowicy odpornościowej,
- czynna – uzyskiwana poprzez podanie szczepionki.